# Marcelino (Film)
Marcelino ist ein 2010 erschienener Spielfilm des Regisseurs Jose Luis Gutierrez basierend auf dem Roman Marcelino pan y vino des spanischen Autors José María Sánchez-Silva. Es ist bereits die zweite Verfilmung nach Das Geheimnis des Marcellino aus dem Jahr 1955 in Schwarzweiß. Das mexikanische Filmdrama spielt während des Mexikanischen Bürgerkrieges.

## Handlung
Mexiko zu Beginn des 20. Jahrhunderts: Die Mönche der San Francisco Abtei finden eines Nachts einen Säugling vor ihrer Pforte. Sie nennen den Jungen Marcelino und kümmern sich hingebungsvoll um den Kleinen. Marcelino wächst behütet auf, erfährt Bildung – sowohl religiöser als auch weltlicher Art – und darf auch außerhalb der Klostermauern inmitten der Natur spielen. Die Ordensbrüder lassen ihm viele Freiheiten. Marcelino ist ein aufgeweckter interessierter Junge, der Streiche ausheckt aber hin und wieder auch Sehnsucht nach seiner ihm unbekannten Mutter erkennen lässt. Welch ein Glück, dass er unter einer unweit des Klosters campierenden Sippe einen gleichaltrigen Freund findet, Eleuterio. Nachdem Eleuterio, Sohn eines Freiheitskämpfers, bei einem Feuergefecht ums Leben kommt, muss Marcelino wieder allein spielen. In seiner Fantasie jedoch begleitet ihn Eleuterio noch immer auf seinen Streifzügen durch die Klause und die Felder.
Durch die anhaltenden Feuergefechte vor den Toren des Klosters sehen sich die Mönche veranlasst, Marcelino im Innern des Klosters zu halten. Marcelino muss sich also hier Beschäftigung suchen. Mutig ignoriert er eines Tages das Verbot, den Dachboden zu betreten. Zwar trifft er dort nicht auf den hässlichen Mann, der ungezogene Kinder aufisst, wie es ihm ein Mönch zur Abschreckung einst erklärte, trotzdem erschrickt er beim Anblick des gekreuzigten Jesus an einem ausrangierten Kruzifix. Er überwindet seine Angst und bringt dem Ausgemergelten täglich Brot und Wein, die er aus der Küche stiehlt. Die Figur zeigt sich daraufhin dankbar und redselig. 
Genau an dem Tag, an dem die Mönche die übersinnliche Konversation des Jungen mit der Holzfigur entdecken, nimmt Gott den Jungen zu sich. Marcelinos größter Wunsch war es bei seiner Mutter zu sein.